# تيرشخيلينج

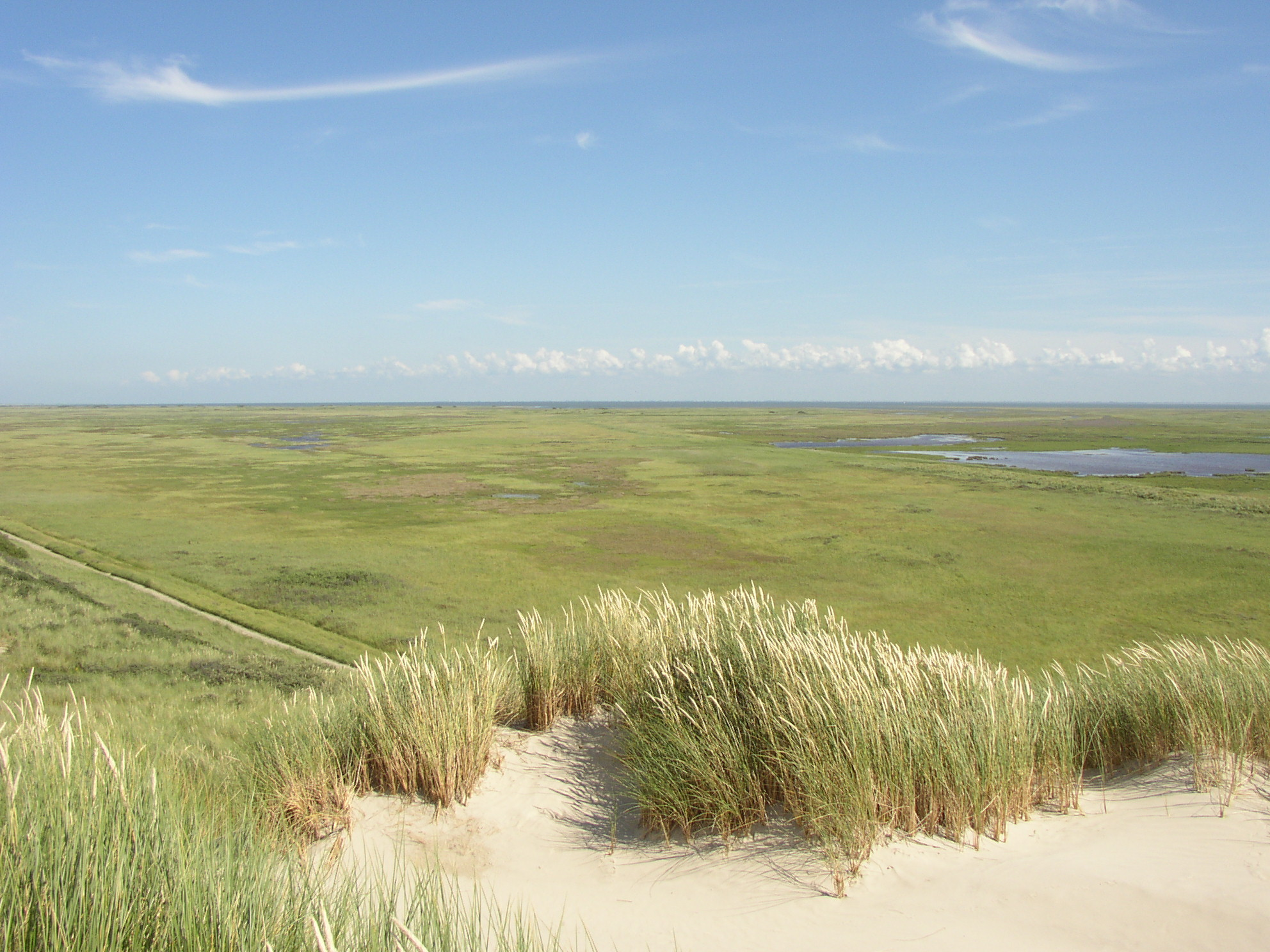
غابة بلات Bosplaat

تيرشخيلينج Terschelling  هي بلدية وجزيرة تقع شمال هولندا، واحدة من الجزر الفريزية الغربية، وتتبع مقاطعة فرايزلاند.

## طوبوغرافيا
خريطة طوبوغرافية هولندية لبلدية تيرشخيلينج، ديسمبر 2014، (تقرأ بعد ثلاث نقرات على الخريطة).

## معرض الصور

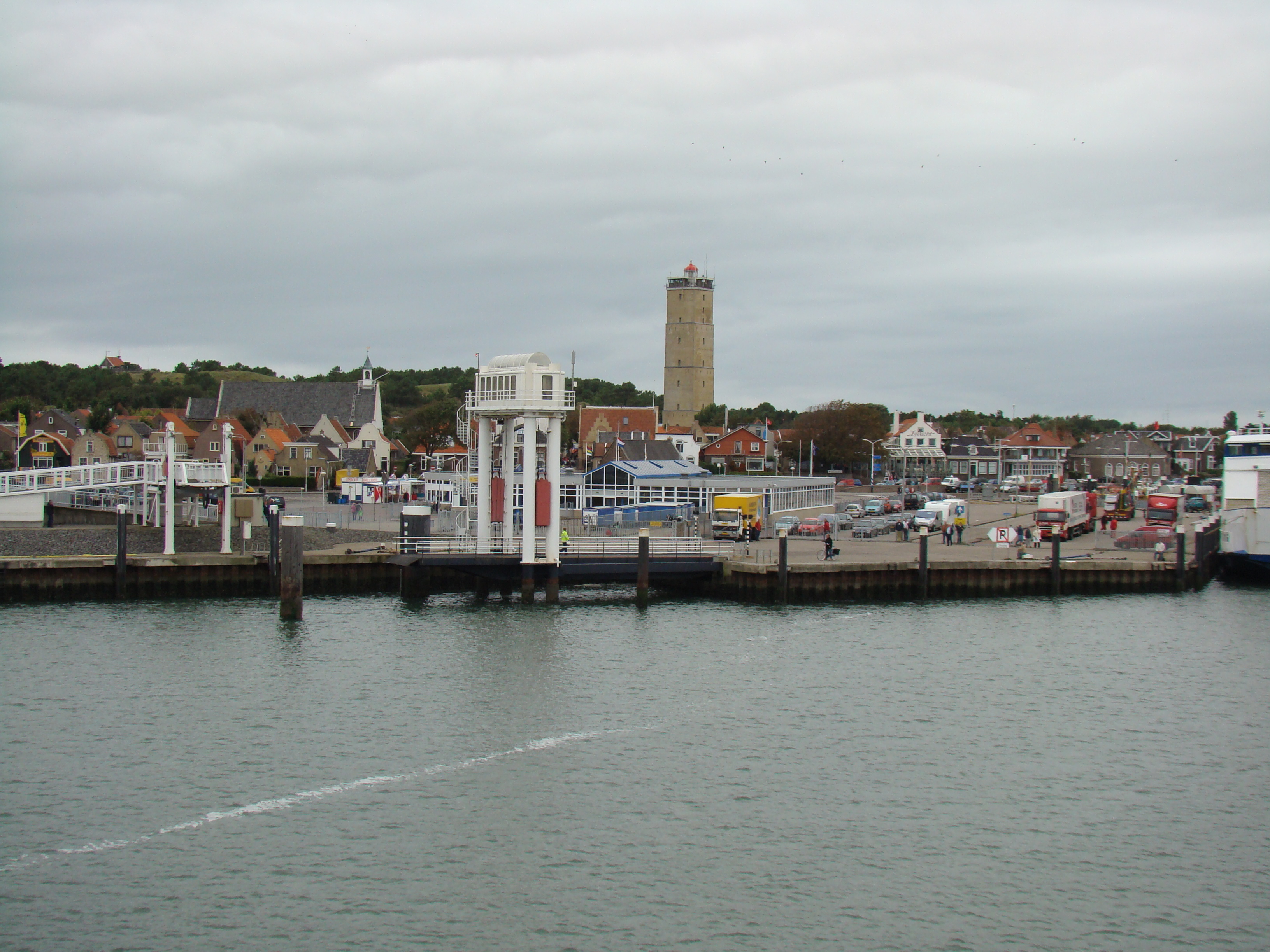
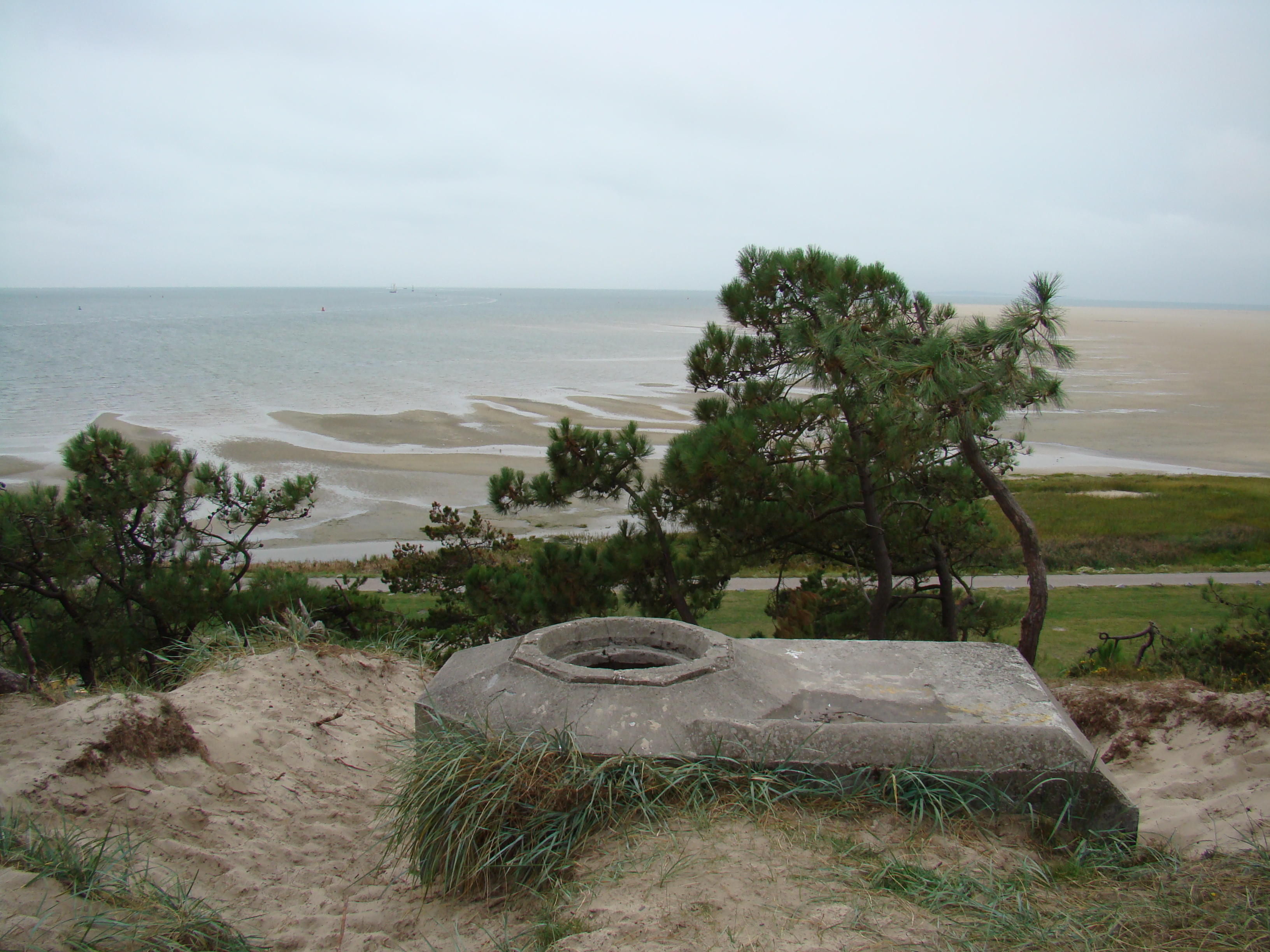
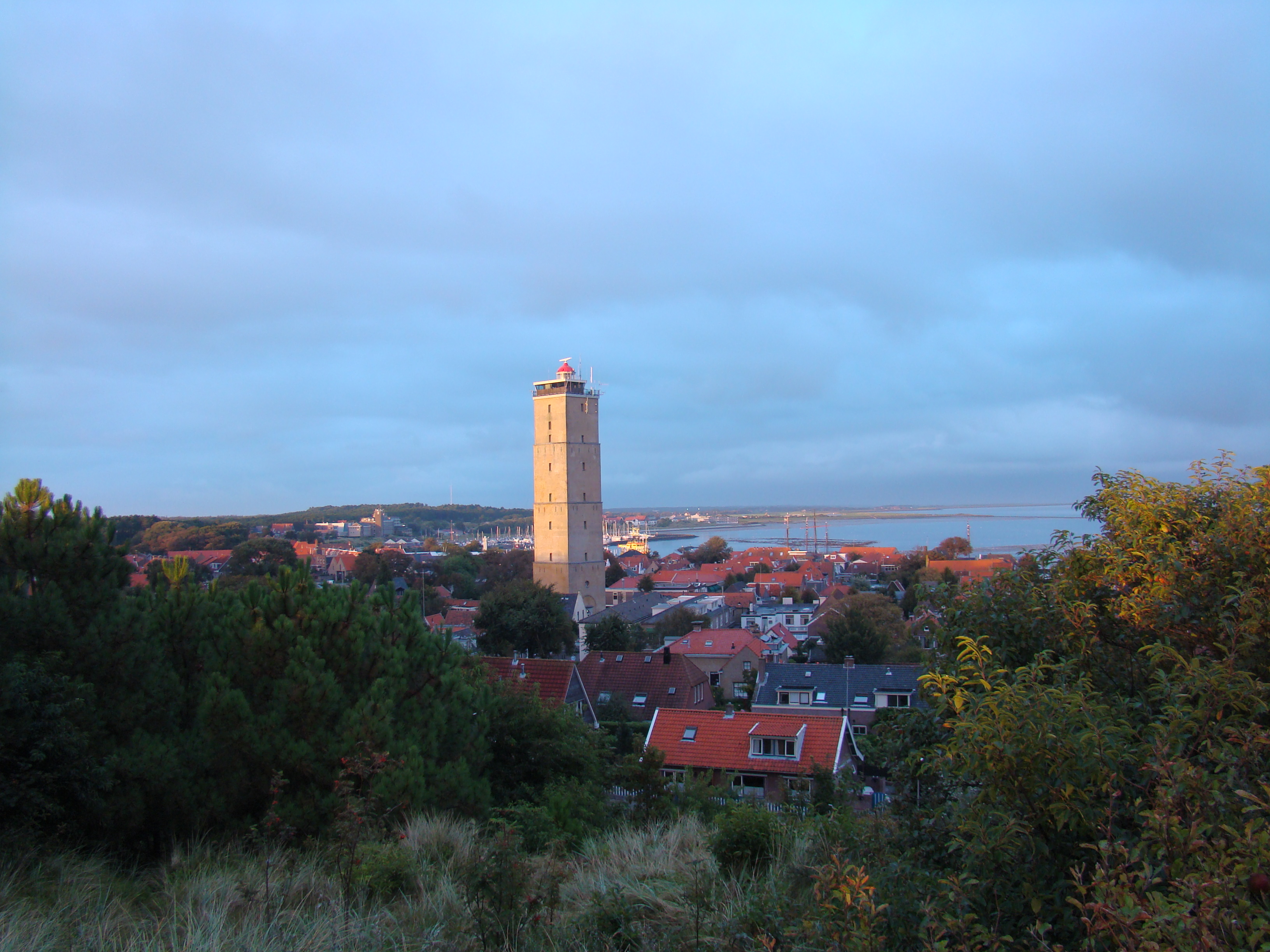
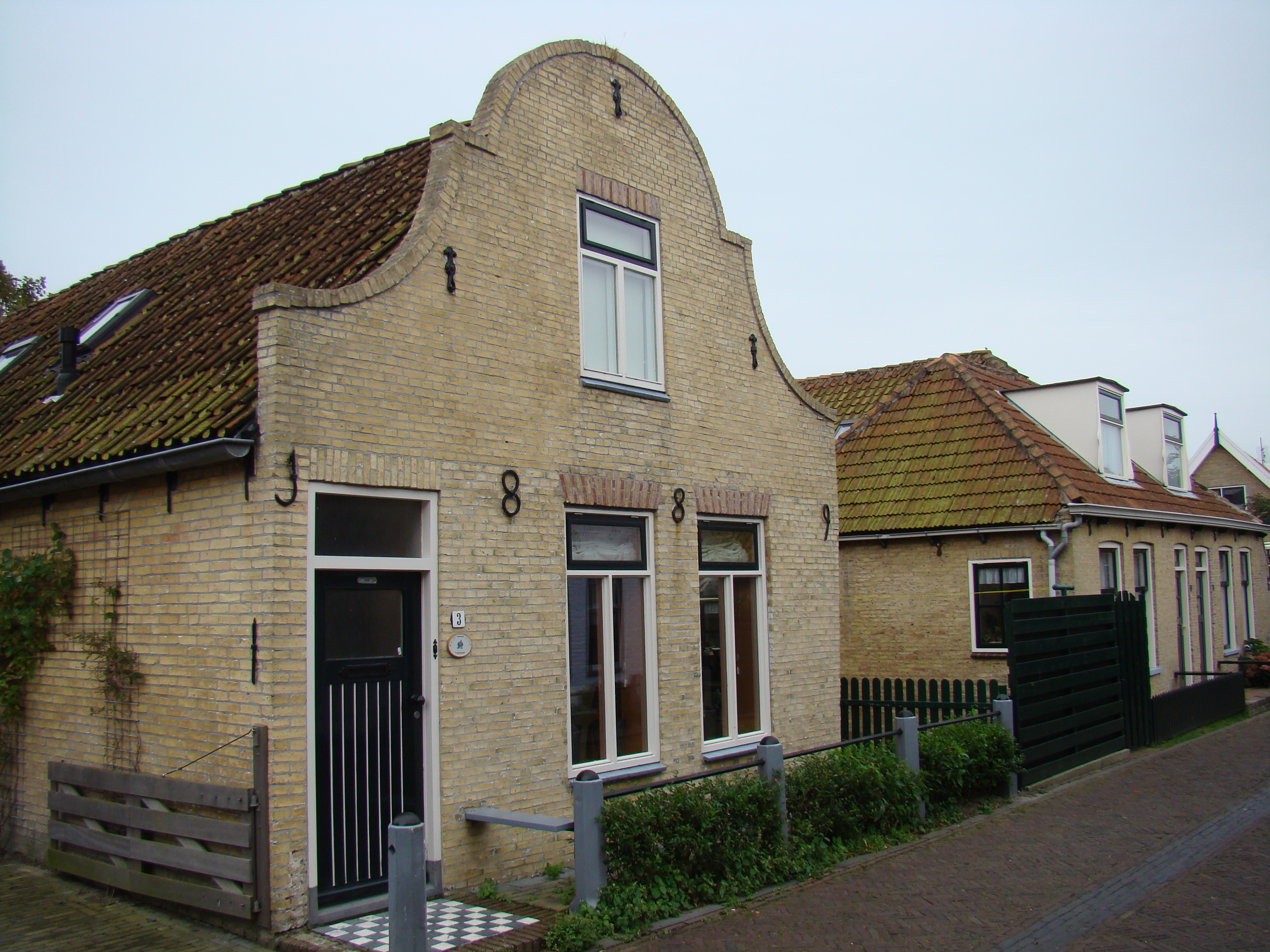
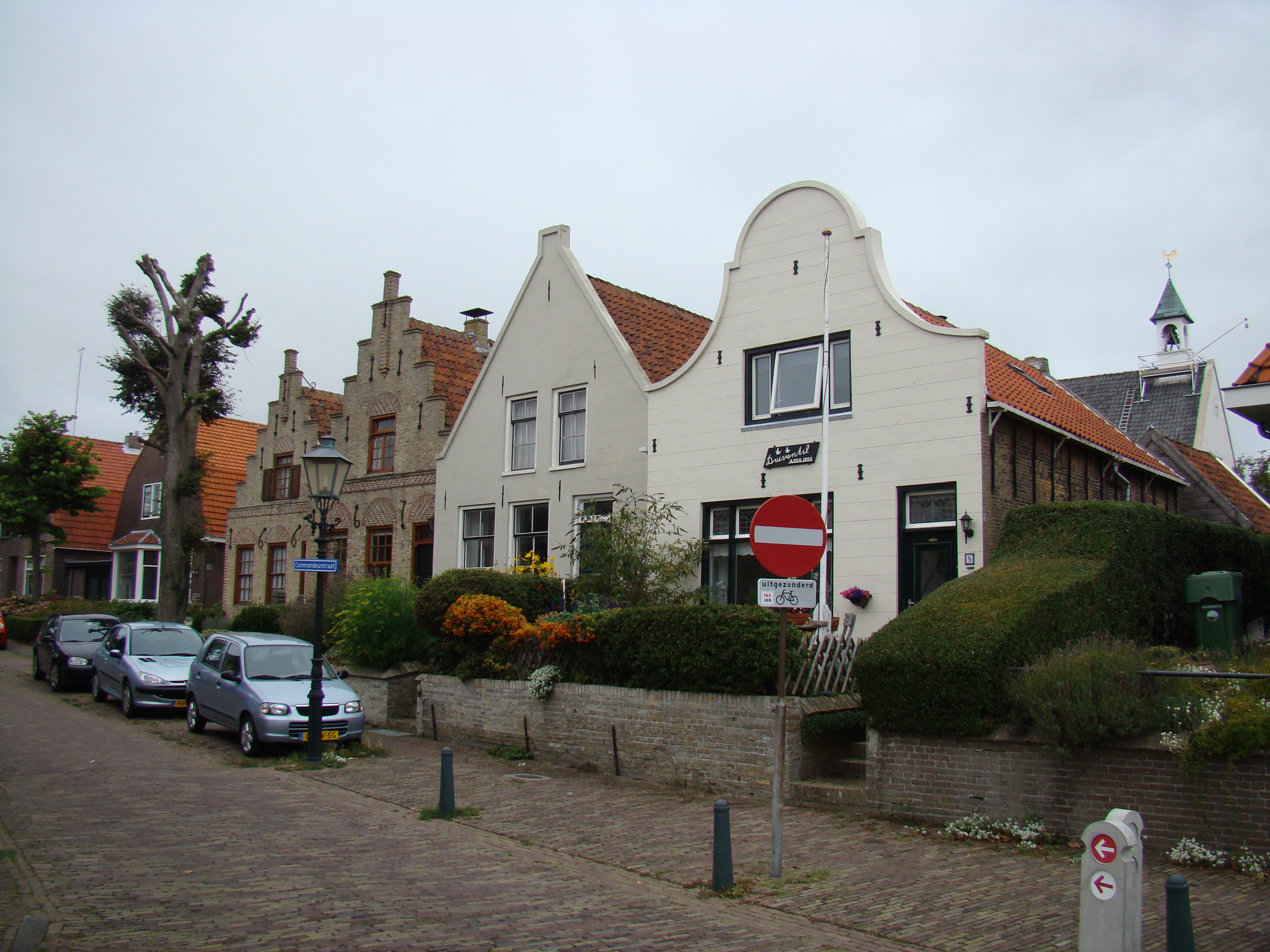

## أعلام
- يوريس فويست
- ويليام بارنتز